# Ливиньо (горнолыжный курорт)
Ливиньо — горнолыжный курорт на севере Италии, на высоте 1816 м, на границе со Швейцарией, в регионе Ломбардия.

## Характеристики
Разница высот: 1816 м — 2798 м
Протяжённость трасс: 115 км.
Из них:
синие — 30 км
красные — 65 км
черные — 20 км

Количество трасс: 76
Из них — 12 черных, 37 красных и 27 синих.

Горные пики: Карозелло (2797 м), Делла-Неве (2785 м), Моттолино (2402 м), Костаччиа (2360 м)
Ближайший населенный пункт: Бормио (35 км)

Искусственный снег создаётся из 110 снежных пушек. На территории курорта расположены 4 сноу-парка. Присутствуют трассы для фэтбайка, беговых лыж. Присутствуют маршруты для скитура, снегоступинга, бэк-кантри.

## История
В середине 20 века была построена первая канатная дорога. В конце 1960-х годов были открыты горные перевалы Фосканьо, Форкола, построен туннель Мунт Ла Шера, соединивший Ливиньо со Швейцарией.